# Drosophila mayri
Drosophila mayri este o specie de muște din genul Drosophila, familia Drosophilidae, descrisă de Mather și Theodosius Grigorievich Dobzhansky în anul 1962. Conform Catalogue of Life specia Drosophila mayri nu are subspecii cunoscute.